# Gérard Mourou
Gérard Albert Mourou (ur. 22 czerwca 1944 w Albertville lub La Voulte-sur-Rhône) – francuski fizyk, pracujący naukowo we Francji i Stanach Zjednoczonych, laureat Nagrody Nobla w dziedzinie fizyki w 2018, wspólnie z Donną Strickland otrzymał połowę nagrody, drugą połowę otrzymał Arthur Ashkin.

## Życiorys
Urodził się w 22 czerwca 1944 w Albertville lub La Voulte-sur-Rhône w departamencie Ardèche. Ukończył w 1967 studia fizyczne na Uniwersytecie Grenoble. Pracował naukowo na Uniwersytecie Lavala w Québecu. Stopień doktorski uzyskał w 1973 na Université Pierre et Marie Curie (obecnie Sorbonne Université). Pracował na Uniwersytecie Kalifornijskim w San Diego. Pracował trzy lata w École polytechnique, a w 1988 został profesorem Uniwersytetu Michigan. W 1991 utworzył Centrum Ultraszybkiej Optyki. Po przejściu na emeryturę w Stanach Zjednoczonych w 2004, objął profesurę na w Palaiseau.
Laureat wielu nagród. W 2012 został kawalerem Legii Honorowej. 2 października 2018 Królewska Szwedzka Akademia Nauk ogłosiła, że Mourou, wspólnie z Donną Strickland otrzymał połowę Nagrody Nobla w dziedzinie fizyki „za opracowanie technologii wykorzystania ultrakrótkich optycznych impulsów o wysokiej intensywności”, drugą połowę otrzymał Arthur Ashkin.